# خانه هنگامی
خانه هنگامی مربوط به دوره پهلوی است و در تبریز، خيابان فردوسی، کوچه مشکاه واقع شده و این اثر در تاریخ ۱۶ اسفند ۱۳۸۴ با شمارهٔ ثبت ۱۴۸۰۳ به‌عنوان یکی از آثار ملی ایران به ثبت رسیده است.